# Julunggul
Az Északi Területen, Arnhem-földön élő ausztrál őslakos népesség mitológiájában Julunggul egy szivárványkígyó istennő aki a fiúk férfivá érését, beavatását felügyeli. Termékenységi istennő, akit az újjászületéssel és időjárással azonosítanak. 
Más néven Kalseru-Dupa.
Az istennő további elnevezése Yurlungur vagy Yurlunggur, amely a kígyók Madtsoiidae családján belül az egyik kihalt nemzetségnek az ausztrál őslakos mítosz után adott neve (Yurlunggur camfieldensis).

## Fordítás
- Ez a szócikk részben vagy egészben  a   Julunggul című angol Wikipédia-szócikk ezen változatának fordításán alapul.  Az eredeti cikk szerkesztőit annak laptörténete sorolja fel. Ez a jelzés csupán a megfogalmazás eredetét és a szerzői jogokat jelzi, nem szolgál a cikkben szereplő információk forrásmegjelöléseként.